# Pianola

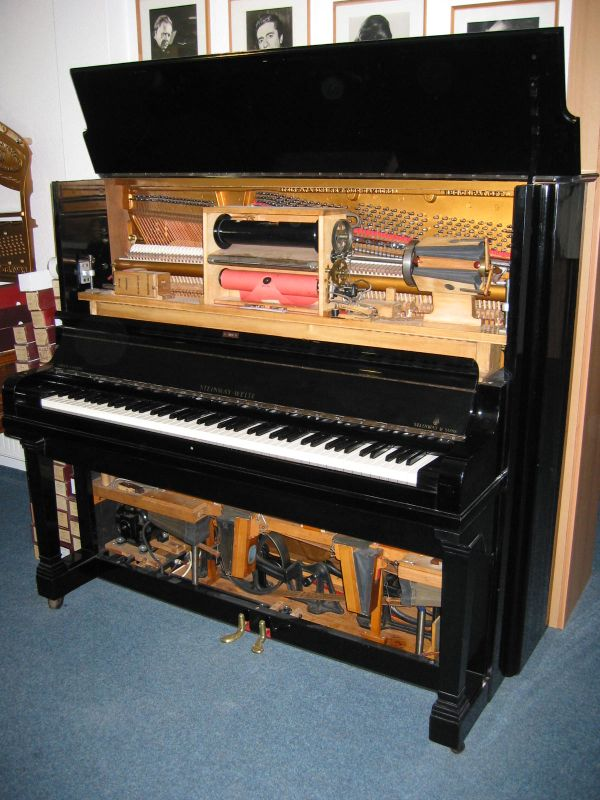
Imagen de una pianola reproductora de marca Welte-Mignon-Steinway.

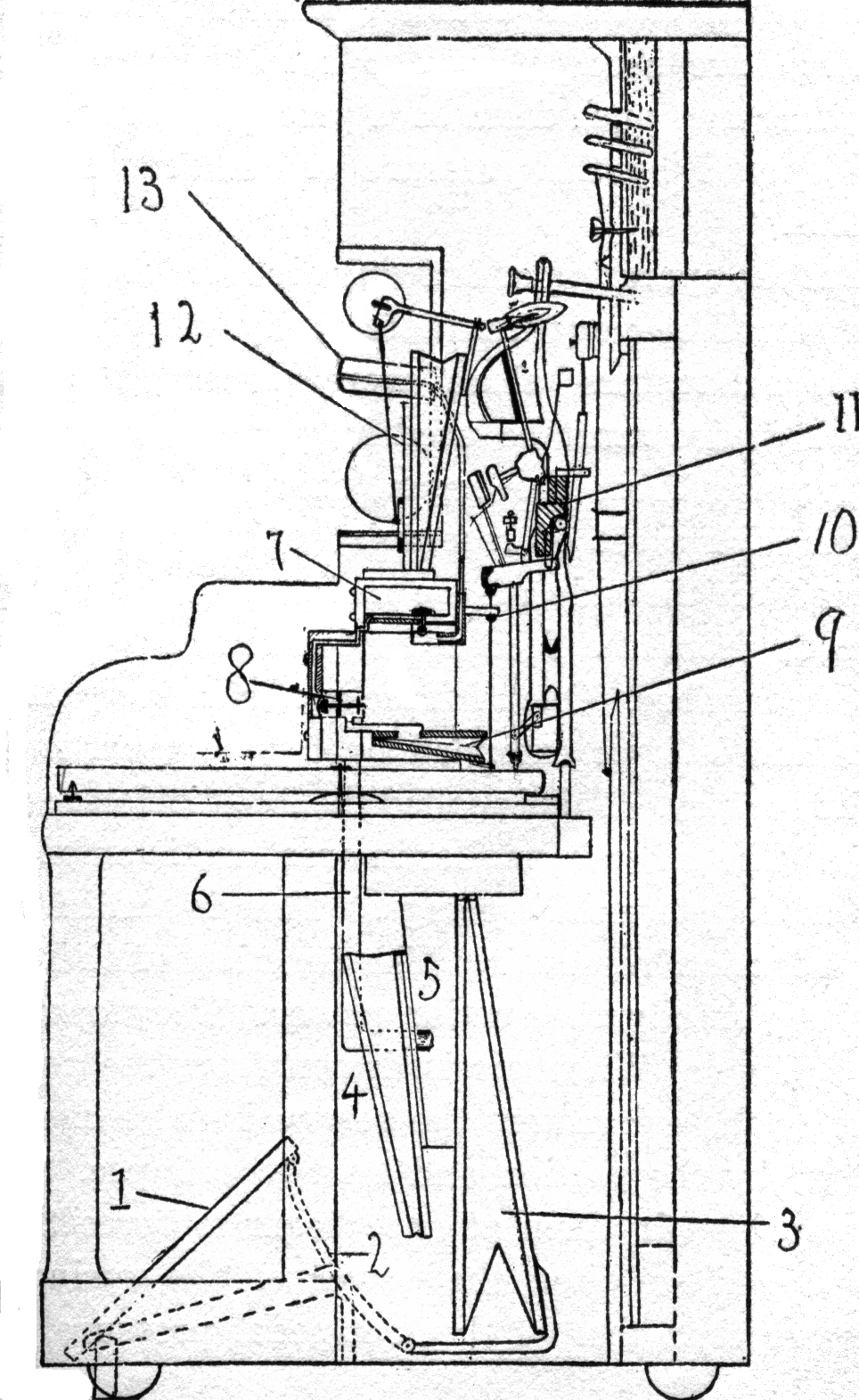
Gráfica del interior de un piano mecánico: 1) pedal; 2) conexión del pedal; 3) escape (solo se muestra uno); 4) depósito de alta tensión (no se muestra el depósito de baja tensión); 5) tronco del escape; 6) tubo de escape al motor; 7) espacio de aire encima de las válvulas primarias; 8) válvulas secundarias; 9) golpeador neumático; 10) conexión desde el neumático con la acción del piano; 11) acción del piano; 12) motor neumático; 13) tablero de tracker (el rollo de música pasa por este tablero).

La pianola (o piano mecánico) es un instrumento musical con el mecanismo del piano al que se agregan elementos mecánicos y neumáticos para permitir la reproducción automática de la música  perforada en un rollo de papel
En realidad se trataría de un piano, ya que permite tanto su ejecución manual por un pianista como su ejecución automática mediante un rollo de papel perforado, o, en versiones modernas, con temas proporcionados por MIDI.

## Mecanismo
El mecanismo neumático es abastecido por un grupo de fuelles —movidos generalmente por pedales accionados por una persona—, sin que esta requiera conocimientos musicales. Estos fuelles también pueden ser accionados por un motor eléctrico.

### Interacción con el pianolista
La pianola original fue diseñada para ser una verdadera experiencia musical interactiva, en vez de meramente un instrumento automático: de ahí la razón por la que está equipada con manijas de control interactivas con la intención de que el «pianolista» creara una actuación musical de acuerdo con su propio gusto.
La pianola le proveía a aspirantes a pianistas y a los amantes de la música con la destreza técnica que les faltaba mientras les permitía controlar la actuación musical interactivamente como si se tratara de virtuosos pianistas.

## Predecesores
La idea de los dispositivos musicales automáticos se remontan a muchos siglos atrás, y el uso de rodillo para accionar mecanismos de percusión (como el toque de campanas en un reloj) se perfeccionó mucho antes de la invención del piano. Estos mecanismos se extendieron más tarde para accionar las cajas de música, que contienen un conjunto de láminas  de metal afinadas que son accionadas por los rodillos de púas.
Uno de los primeros instrumentos que se automatizó fue el organillo, que es relativamente fácil de accionar de manera automática. La potencia de las notas se suministra por aire a partir de un sistema de fuelles, y el organista o dispositivo solo tiene que accionar una válvula para controlar el aire disponible. El accionamiento se realiza por medio de un rodillo de púas y la construcción de órganos de rodillos evolucionó mucho hacia mediados del siglo XVIII.
El piano es un instrumento complejo que requiere que cada nota sea percutida con fuerzas diferentes, a fin de controlar la dinámica de la interpretación. Toda la fuerza necesaria para hacer sonar una nota debe ser dada por el intérprete percutiendo las teclas. Resultó difícil para un dispositivo reproductor combinar una fuerza de percusión variable y una duración de la nota controlada. Los rodillos no proporcionan una fuerza de percusión, sino un movimiento de conmutación relativamente suave.
Los primeros pianos de manivela movían el martillo hacia atrás y avanzaban continuamente a medida que el intérprete giraba la manija, pero los martillos no percutían las cuerdas hasta que se movían ligeramente hacia delante por una púa del rodillo. Los martillos percutían repetidamente hasta que la púa pasaba adelante. Esto accionaba la nota, pero con una dinámica fija y con una acción de trémolo, a diferencia de lo que haría un pianista. 
La creación del piano mecánico tuvo que superar las dificultades de controlar la fuerza de la percusión y la duración de la nota. El primer piano mecánico fue probablemente el Forneaux Pianista, que funcionaba con aire comprimido para inflar los fuelles cuando un rodillo abría las válvulas. Esta fuelle accionaba la tecla que hacía sonar la nota.
La aceleración de los desarrollos que condujeron al dispositivo con "reproductor" neumático se inició en la década de 1840 y comenzó a fructificar en la década de 1870. El inicio del período del piano mecánico se puede ver en la Exposición Universal de Filadelfia, en 1876. En esta exposición había una serie de dispositivos de reproducción automática, incluyendo el Pianista, que tenía los elementos que daría lugar la piano mecánico.
La primera descripción de un piano mecánico con rollos de papel perforado fue en la patente francesa de Claude Seytre de 1842. El concepto era bueno, pero el dispositivo descrito no era práctico en la forma en que leía el papel perforado.
En 1847 Alexander Bain describió un dispositivo que usaba un rollo de papel como una "válvula de desplazamiento" que permitía que el aire circulara por los tubos de un armonio. También se producen armonios con rodillos que utilizan este tipo de sistema. Sin embargo, el flujo de aire no es suficiente para accionar un mecanismo de piano. En 1848, Charles Dawson de Inglaterra describió un dispositivo de válvula de desplazamiento más complejo que evolucionaba algo a partir del invento de Bain. 
Hunt & Bradish, en Estados Unidos, en 1849, utiliza un rollo leído por resortes, estos eran lo suficientemente fuertes para accionar directamente el mecanismo del piano. Este dispositivo aplicaba toda la fuerza al papel, por lo que lo rompía rápidamente, y el dispositivo habría tenido la misma anchura que la del teclado del piano.
En 1851, Pape, Inglaterra, presentó una patente que reconoció la necesidad de eliminar la fuerza de acción sobre el papel, utilizando resortes más ligeros para leer el rollo y activar un dispositivo más robusto que reprodujera la nota: un amplificador mecánico.
El primer dispositivo para abordar el requisito práctico de accionar un mecanismo de piano fue el de Forneaux, en 1863. Reconoció que se necesitaba una huelga dura para accionar el martillo hacia las teclas. Utilizó un rodillo tradicional, pero generó un dispositivo neumático  que hinchaba rápidamente el fuelle para accionar la nota. En 1871, el cartón perforado sustituyó el rodillo, pero aún se leía con resortes. Este dispositivo entró en fabricación, y se considera el primer reproductor automático práctico. Fue exhibido en Filadelfia en 1876.
La patente americana de Van Dusen en 1867 fue el primero en describir un mecanismo neumático delantero accionado por un rollo. Posiblemente se basaba en los trabajos de John McTammany. 
Hubo un salto importante en la patente de los hermanos Schmoele en 1873. Describieron un sistema de "doble válvula" que funcionaba como un amplificador neumático, leyendo el rodillo eléctricamente y operando la neumática con un electroimán. También lo exhibieron en Filadelfia. Con algunas modificaciones y la lectura neumática del rollo, este se convertiría en el piano mecánico después de 20 años más tarde, aunque los hermanos Schomole nunca se beneficiaron de esto.
En 1876, John McTammany exhibió un instrumento mecánico en Filadelfia que utilizaba un rollo de papel y resortes, el ligero movimiento desencadenó un dispositivo mecánico. Esto generó un armonio. McTammany había estado experimentando desde mediados de la década de 1860, y pasó a ser uno de los nombres clave en la industria de los primeros instrumentos mecánicos. Afirmó ser el inventor de un instrumento mecánico, pero no del piano mecánico, una distinción importante.
En 1876, en Filadelfia, se exhibieron tres aparatos que tenían los diferentes componentes que requeriría un piano mecánico. Sin embargo, no fue hasta 20 años más tarde que todos estos componentes se combinaron. Sorprendentemente, el componente que faltaba era el lecto neumático del rollo. Esto fue con toda probabilidad debido a la falta de un material herméticamente flexible para traducir el flujo de aire al movimiento mecánico necesario para activar el dispositivo del reproductor. 
El mecanismo que finalmente se generalizó en el siglo XX era todo neumático, con un sistema de fuelles accionadas por pedales que proporcionaban una fuente de vacío necesaria para accionar un motor neumático que acciona el carrito de recogida mientras cada pequeña entrada de aire a través de cada agujero del rollo de papel amplifica en dos etapas neumáticas (el llamado mecanismo de doble válvula) con la fuerza suficiente para percutir una gran nota.

## Historia
No es posible atribuir la invención de este instrumento a una sola persona, ya que sus numerosos mecanismos fueron inventados a lo largo de un periodo prolongado, principalmente durante la segunda mitad del siglo XIX.
Una de las versiones más famosas fue la creada por Edwin Scott Votey en 1897 en la ciudad de Detroit (Míchigan).
Por primera vez, se pudo escuchar la música deseada en el momento deseado. Este hecho representó un cambio radical en la forma de escuchar y consumir música y permitió el nacimiento de la Industria musical del siglo XX.

### Compositores para pianola
- George Antheil por piano reproductor
- Paul Hindemith por piano reproductor
- György Ligeti
- Gerhart Münch por piano reproductor
- Conlon Nancarrow
- Ernst Toch por piano reproductor